# Бански суходол (връх)
 Тази статия е за върха.  За циркуса вижте Бански суходол (циркус).  
Бански суходол е връх в Пирин планина, България. Разположен е в северния дял, на главното било в неговата карстова част (виж мраморен дял). Височината му е 2884 метра и се нарежда на трето място сред пиринските върхове, ако разглеждаме връх Кутело като единствена кота с височина 2908 метра.
На югоизток от Бански суходол, по главното било, е разположен връх Кутело. Двата върха са свързани със седловината Кончето – шеметен труднопроходим карстов ръб с най-малка ширина до 70 сантиметра.
На северозапад от Бански суходол по главното било е разположен безименен връх, от който на север-североизток се отклонява карстовия Котешки рид. Оттам главното било продължава в посока запад-северозапад към връх Баюви дупки.
Североизточният склон на Бански суходол представлява отвесна 300 метрова мраморна стена, която се спуска към едноименния циркус Бански суходол. В циркуса се запазват множество целогодишни снежници, разкрити са няколко карстови пещери.
Югозападният склон на върха – известен като Странето – се спуска към долината на Влахинската река под наклон около 70°. Макар склона на югозапад да не толкова стръмен сравнен със североизточния, денивелацията от върха до Влахинската река е около 1000 метра и представлява внушителна и незабравима гледка. В тази посока се открива просторна панорама към последните два карстови исполина Вихрен и Кутело, гранитните Хвойнати връх и Муратов връх, както и към страничното Синанишко било и неговите ридове и циркуси - Влахински циркус, Влахинските езера, ридът Гредаро, Гергийския циркус и в далечината мраморния зъб на връх Синаница.